# Alfred Kappauf
Alfred Kappauf (* 1. Dezember 1952; † 1. Februar 2016) war ein deutscher Psychotherapeut.

## Leben
Kappauf studierte Pädagogik und Psychologie mit den Abschlüssen eines Diplom-Pädagogen und Diplom-Psychologen an der Universität Heidelberg. Seine Schwerpunkte lagen in der Verhaltenstherapie, Systemischen Therapie und der Hypnotherapie zur Behandlung von Traumaerfahrungen. Er war Berater von psychiatrischen und psychosozialen Einrichtungen, von Palliativ- und Hospizeinrichtungen sowie der Schmerzambulanz eines großen Klinikums. Er wirkte in zahlreichen Gremien der Gesundheitsfürsorge und von Verbänden mit. Von 2002 bis zu seinem Tod am 1. Februar 2016 war er Präsident der Landespsychotherapeutenkammer Rheinland-Pfalz. In dieser Funktion setzte er weitreichende Akzente für die Ausbildung und Arbeit der Psychotherapeuten in Rheinland-Pfalz.